# شيكينيو كوندي
شيكينيو كوندي (بالبرتغالية: Chiquinho Conde) (22 نوفمبر 1965 بيرا موزمبيق - ) هو لاعب كرة قدم موزمبيقي.

## روابط خارجية
- شيكينيو كوندي على موقع الدوري الأمريكي (الإنجليزية)
- شيكينيو كوندي على موقع قاعدة بيانات كرة القدم.إي يو (الإنجليزية)
- شيكينيو كوندي على موقع ناشيونال فوتبول تيمز (الإنجليزية)